# Kasim Sulton
Kasim Sulton, född 8 december 1955 på Staten Island i New York, är en amerikansk basist, gitarrist, keyboardist, sångare och låtskrivare.

## Biografi
Kasim Sulton blev först känd som basist i Todd Rundgrens progrockband Utopia som han värvades till 1976. Hans första album med bandet var RA från 1977 och han var sedan kvar tills det upplöstes 1986.
Sulton spelade bas på Meat Loafs debutskiva Bat Out of Hell, producerat av Rundgren, från 1977 och återkom senare på Bat Out of Hell II: Back Into Hell 1993. Han är numera en ordinarie medlem av Meat Loafs kompband Neverland Express. Ibland har han också fått agera förband på Meat Loafs konserter. Utöver detta har han spelat med en rad andra musiker, såväl i studio som live, bland andra Jim Steinman, Patti Smith, Steve Stevens och Joan Jett. Sedan 2005 är han medlem av The New Cars, en rekonstruktion av bandet The Cars.
Som soloartist har Sulton släppt två album, plus demosamlingen The Basement Tapes och samlingsalbumet All Sides. Inget av dem har dock fått någon större uppmärksamhet. 1986 släppte han albumet Lights On i samarbete med trummisen Thommy Price, under namnet Price/Sulton.

## Diskografi (urval)
- 1982 – Kasim
- 1986 – Lights On (med Thommy Price)
- 1998 – The Basement Tapes
- 2002 – Quid Pro Quo
- 2007 – All Sides (samling)